# Ли Шуай
Ли Шуа́й (кит. 李帅, пиньинь Lǐ Shuài; 18 августа 1982, Циндао, Шаньдун) — китайский футболист, вратарь.

## Карьера
Ли Шуай начал карьеру в клубе «Циндао Хадэмэнь» в 2002 году. Дебютный матч пришёлся на игру против «Бэйцзин Гоань» 1 сентября, а команда проиграла со счётом 4-1. После нескольких сезонов в «Циндао» в ранге резервного вратаря Ли в сезоне 2005 года выходил в 23 официальных матчах. Однако, команда выступала очень слабо, а в следующем сезоне заняла последнее место и лишь благодаря изменению регламента осталась в Суперлиге. В этом сезоне его значение для клуба было небольшим, а сам Ли принял участие лишь в 13 играх. Перед началом сезона 2007 года игрок перешёл в «Гуанчжоу Фармасьютикл», который в этот момент представлял второй дивизион. Уже со следующего сезона Ли смог стать первым номером команды, а команда завоевала путёвку в Суперлигу.
18 сентября 2010 года Ли Шуай сыграл свой сотый матч, а его команда со счётом 2:1 обыграла ФК «Яньбянь». С июня 2011 года стал вторым голкипером в команде. В итоге в 2014 году игрок связался с клубом «Шанхай Шэньхуа», однако решил остаться в Гуанчжоу еще на один год с возможностью продления еще на год. 
19 января 2016 года Ли перешёл в «Шанхай Шэньхуа». Дебютировал за новую команду 5 марта 2016 года в игре против «Яньбянь Фудэ», в котором была зафиксирована ничья 1—1. В сезоне 2016 года выходил в 29 матчах Суперлиги, а команда по итогам выступлений смогла пробиться в квалификационный раунд лиги чемпионом АФК впервые с 2011 года. 2 ноября 2016 года вместе с Мартинсом получил специальную награду от клуба.

## Достижения
«Гуанчжоу Эвергранд»
- Чемпион Китая: (5), 2011, 2012, 2013, 2014, 2015
- Победитель Первой лиги Китая: (2), 2007, 2010
- Обладатель Кубка Китая: (1), 2012
- Обладатель Суперкубка Китая: (1), 2012
- Лига чемпионов АФК: (2) 2013, 2015

«Шанхай Шэньхуа»
- Обладатель Кубка Китая: (1), 2017

## Клубная статистика
| Клуб               | Сезон | Лига   | Лига  | Кубок КФА | Кубок КФА | Суперкубок | Суперкубок | Всего  | Всего |
| Клуб               | Сезон | Матчей | Голов | Матчей    | Голов     | Матчей     | Голов      | Матчей | Голов |
| ------------------ | ----- | ------ | ----- | --------- | --------- | ---------- | ---------- | ------ | ----- |
| Циндао Чжуннэн     | 2002  | 1      | −?    | 0         | 0         | -          | -          | 1      | −?    |
| Циндао Чжуннэн     | 2003  | 0      | 0     | 0         | 0         | -          | -          | 0      | 0     |
| Циндао Чжуннэн     | 2004  | 3      | −?    | 5         | −?        | 2          | −?         | 10     | −?    |
| Циндао Чжуннэн     | 2005  | 23     | −?    | 1         | −?        | 4          | −?         | 28     | −?    |
| Циндао Чжуннэн     | 2006  | 13     | −?    | 1         | −?        | -          | -          | 14     | −?    |
| Циндао Чжуннэн     | Всего | 40     | −?    | 7         | −?        | 6          | −?         | 53     | −?    |
| Гуанчжоу Эвергранд | 2007  | 21     | −?    | -         | -         | -          | -          | 21     | −?    |
| Гуанчжоу Эвергранд | 2008  | 30     | −?    | -         | -         | -          | -          | 30     | −?    |
| Гуанчжоу Эвергранд | 2009  | 29     | −?    | -         | -         | -          | -          | 29     | −?    |
| Гуанчжоу Эвергранд | 2010  | 24     | −?    | -         | -         | -          | -          | 24     | −?    |
| Гуанчжоу Эвергранд | 2011  | 11     | −?    | 2         | −?        | -          | -          | 13     | −?    |
| Гуанчжоу Эвергранд | Всего | 115    | −?    | 2         | −?        | 0          | 0          | 117    | −?    |

Статистика на 2 ноября 2011